# Огородников, Александр Вячеславович
Алекса́ндр Вячесла́вович Огоро́дников (род. 8 сентября 1967) — советский и российский ватерполист, бронзовый призёр Олимпийских игр. Заслуженный мастер спорта России.

## Карьера
На Олимпийских играх 1992 года в составе Объединённой команды выиграл бронзовую медаль. На турнире Огородников провёл 7 матчей и забил 3 гола.
Участник двух чемпионатов Европы — 1987 и 1993 годов. В 1987 в составе сборной СССР Огородников завоевал золото, а в 1993, выступая за сборную России стал 7-м.
В конце 2000-х возглавлял клуб «Штурм-2002» и работал в сборной России. В настоящее время является помощником главного тренера в женской сборной России.